# Bella Center
Bella Center är ett stort mäss- och kongresscentrum i Köpenhamn, grundat 1964. Sedan 1975 ligger lokalerna på västra Amager. Metrostationen med namnet Bella Center invigdes 2003.
Tidigare låg mässanläggningen på Bellahøj. När Bella Center flyttade till Amager bytte den tidigare anläggningen namn till Grøndal Centret och byggdes om till idrottsanläggning.
Förenta nationernas klimatkonferens i Köpenhamn 2009 (COP 15) hölls på Bella Center. COP 15 är det största evenemang som Bella Center har stått värd för. Under de 13 dagarna på Klimattoppmötet gick 170 000 politiker, tjänstemän, media och frivilligorganisationer in och ut genom dörrarna på Bella Center.